# Liste der olympischen Medaillengewinner aus Iran
Die Liste der olympischen Medaillengewinner aus Iran zählt alle iranischen Athleten auf, die bei Olympischen Spielen eine Medaille gewinnen konnten. Das heutige National Olympic Committee of the Islamic Republic of Iran (englisch für „Nationales Olympisches Komitee der Islamischen Republik Iran“) wurde 1947 gegründet und noch im selben Jahr vom Internationalen Olympischen Komitee als Mitglied aufgenommen.

## Medaillenbilanz
Bislang konnten Sportler aus Iran 88 olympische Medaillen erringen (27 × Gold, 29 × Silber und 32 × Bronze).
Die jüngste teilnehmende Athletin ist bis dato die Turnerin Jamileh Sorouri (14 Jahre, 226 Tage) bei den Olympischen Sommerspielen 1964 in Tokio, der älteste Sportler ist der Tischtennisspieler Majid Reza Ehteshamzadeh (43 Jahre, 278 Tage) bei den Olympischen Sommerspielen 2000 in Sydney. Bei den Olympischen Sommerspielen 2012 gewann Iran erstmals eine Leichtathletikmedaille im Diskuswurf der Herren. 2021 kamen jeweils eine weitere Medaille im Schießen und Karate hinzu. Alle anderen Medaillen wurden in den Sportarten Ringen, Gewichtheben und Taekwondo gewonnen.
Die erfolgreichsten Iraner sind bis heute Hadi Saei (2 × Gold und 1 × Bronze), Hossein Rezazadeh (2 × Gold), Gholamreza Takhti (1 × Gold und 2 × Silber) und Mohammad Nassiri (1 × Gold, 1 × Silber und 1 × Bronze). Der bisher jüngste Medaillengewinner ist der Freistilringer Nasser Givehchi, der im Alter von 16 Jahren bei den Spielen von Helsinki im Federgewicht Silber gewann.
| Iran bei den Olympischen Sommerspielen                                             | Iran bei den Olympischen Sommerspielen | Iran bei den Olympischen Sommerspielen | Iran bei den Olympischen Sommerspielen | Iran bei den Olympischen Sommerspielen | Iran bei den Olympischen Sommerspielen |      | Iran bei den Olympischen Winterspielen | Iran bei den Olympischen Winterspielen | Iran bei den Olympischen Winterspielen | Iran bei den Olympischen Winterspielen | Iran bei den Olympischen Winterspielen | Iran bei den Olympischen Winterspielen |
| Jahr                                                                               | Gold                                   | Silber                                 | Bronze                                 | Gesamt                                 | Rang                                   | Jahr | Gold                                   | Silber                                 | Bronze                                 | Gesamt                                 | Rang                                   |                                        |
| 1900                                                                               | 0                                      | 0                                      | 0                                      | 0                                      |                                        |      |                                        |                                        |                                        |                                        |                                        |                                        |
| 1904                                                                               | –                                      | –                                      | –                                      | –                                      | –                                      |      |                                        |                                        |                                        |                                        |                                        |                                        |
| 1908                                                                               | –                                      | –                                      | –                                      | –                                      | –                                      |      |                                        |                                        |                                        |                                        |                                        |                                        |
| 1912                                                                               | –                                      | –                                      | –                                      | –                                      | –                                      |      |                                        |                                        |                                        |                                        |                                        |                                        |
| 1920                                                                               | –                                      | –                                      | –                                      | –                                      | –                                      |      |                                        |                                        |                                        |                                        |                                        |                                        |
| 1924                                                                               | –                                      | –                                      | –                                      | –                                      | –                                      |      | 1924                                   | –                                      | –                                      | –                                      | –                                      | –                                      |
| 1928                                                                               | –                                      | –                                      | –                                      | –                                      | –                                      |      | 1928                                   | –                                      | –                                      | –                                      | –                                      | –                                      |
| 1932                                                                               | –                                      | –                                      | –                                      | –                                      | –                                      |      | 1932                                   | –                                      | –                                      | –                                      | –                                      | –                                      |
| 1936                                                                               | –                                      | –                                      | –                                      | –                                      | –                                      |      | 1936                                   | –                                      | –                                      | –                                      | –                                      | –                                      |
| 1948                                                                               | 0                                      | 0                                      | 1                                      | 1                                      | 34                                     |      | 1948                                   | –                                      | –                                      | –                                      | –                                      | –                                      |
| 1952                                                                               | 0                                      | 3                                      | 4                                      | 7                                      | 30                                     |      | 1952                                   | –                                      | –                                      | –                                      | –                                      | –                                      |
| 1956                                                                               | 2                                      | 2                                      | 1                                      | 5                                      | 14                                     |      | 1956                                   | 0                                      | 0                                      | 0                                      | 0                                      |                                        |
| 1960                                                                               | 0                                      | 1                                      | 3                                      | 4                                      | 27                                     |      | 1960                                   | –                                      | –                                      | –                                      | –                                      | –                                      |
| 1964                                                                               | 0                                      | 0                                      | 2                                      | 2                                      | 34                                     |      | 1964                                   | 0                                      | 0                                      | 0                                      | 0                                      |                                        |
| 1968                                                                               | 2                                      | 1                                      | 2                                      | 5                                      | 19                                     |      | 1968                                   | 0                                      | 0                                      | 0                                      | 0                                      |                                        |
| 1972                                                                               | 0                                      | 2                                      | 1                                      | 3                                      | 28                                     |      | 1972                                   | 0                                      | 0                                      | 0                                      | 0                                      |                                        |
| 1976                                                                               | 0                                      | 1                                      | 1                                      | 2                                      | 33                                     |      | 1976                                   | 0                                      | 0                                      | 0                                      | 0                                      |                                        |
| 1980                                                                               | –                                      | –                                      | –                                      | –                                      | –                                      |      | 1980                                   | –                                      | –                                      | –                                      | –                                      | –                                      |
| 1984                                                                               | –                                      | –                                      | –                                      | –                                      | –                                      |      | 1984                                   | –                                      | –                                      | –                                      | –                                      | –                                      |
| 1988                                                                               | 0                                      | 1                                      | 0                                      | 1                                      | 36                                     |      | 1988                                   | –                                      | –                                      | –                                      | –                                      | –                                      |
| 1992                                                                               | 0                                      | 1                                      | 2                                      | 3                                      | 44                                     |      | 1992                                   | –                                      | –                                      | –                                      | –                                      | –                                      |
| 1996                                                                               | 1                                      | 1                                      | 1                                      | 3                                      | 43                                     |      | 1994                                   | –                                      | –                                      | –                                      | –                                      | –                                      |
| 2000                                                                               | 3                                      | 0                                      | 1                                      | 4                                      | 27                                     |      | 1998                                   | 0                                      | 0                                      | 0                                      | 0                                      |                                        |
| 2004                                                                               | 2                                      | 2                                      | 2                                      | 6                                      | 29                                     |      | 2002                                   | 0                                      | 0                                      | 0                                      | 0                                      |                                        |
| 2008                                                                               | 1                                      | 0                                      | 1                                      | 2                                      | 51                                     |      | 2006                                   | 0                                      | 0                                      | 0                                      | 0                                      |                                        |
| 2012                                                                               | 7                                      | 5                                      | 1                                      | 13                                     | 12                                     |      | 2010                                   | 0                                      | 0                                      | 0                                      | 0                                      |                                        |
| 2016                                                                               | 3                                      | 1                                      | 4                                      | 8                                      | 25                                     |      | 2014                                   | 0                                      | 0                                      | 0                                      | 0                                      |                                        |
| 2020                                                                               | 3                                      | 2                                      | 2                                      | 7                                      | 27                                     |      | 2018                                   | 0                                      | 0                                      | 0                                      | 0                                      |                                        |
| 2024                                                                               | 3                                      | 6                                      | 3                                      | 12                                     | 21                                     |      | 2022                                   | 0                                      | 0                                      | 0                                      | 0                                      |                                        |
| Gesamt                                                                             | 27                                     | 29                                     | 32                                     | 88                                     |                                        |      | Gesamt                                 | 0                                      | 0                                      | 0                                      | 0                                      |                                        |
| \| \| Gold \| Silber \| Bronze \| Gesamt \| \| Ges. S+W \| 27 \| 29 \| 32 \| 88 \| |                                        |                                        |                                        |                                        |                                        |      |                                        |                                        |                                        |                                        |                                        |                                        |
|                                                                                    | Gold                                   | Silber                                 | Bronze                                 | Gesamt                                 |                                        |      |                                        |                                        |                                        |                                        |                                        |                                        |
| Ges. S+W                                                                           | 27                                     | 29                                     | 32                                     | 88                                     |                                        |      |                                        |                                        |                                        |                                        |                                        |                                        |

## Medaillengewinner
| Name                          | Sportart       | Jahr / Disziplin                                        | Gold | Silber | Bronze | Gesamt |
| ----------------------------- | -------------- | ------------------------------------------------------- | ---- | ------ | ------ | ------ |
| Saeid Mourad Abdvali          | Ringen         | Rio de Janeiro 2016: Griech.-röm. Weltergewicht Männer  | –    | –      | 1      | 1      |
| Rahim Aliabadi                | Ringen         | München 1972: Griech.-röm. Papiergewicht Männer         | –    | 1      | –      | 1      |
| Kimia Alisadeh                | Taekwondo      | Rio de Janeiro 2016: Freistil Federgewicht Frauen       | –    | –      | 1      | 1      |
| Rahman Amouzad                | Ringen         | Paris 2024: Freistil Leichtgewicht Männer               | –    | 1      | –      | 1      |
| Amir Ali Azarpira             | Ringen         | Paris 2024: Freistil Federgewicht Männer                | –    | –      | 1      | 1      |
| Mehran Barkhordari            | Taekwondo      | Paris 2024: Mittelgewicht Männer                        | –    | 1      | –      | 1      |
| Mansour Barzegar              | Ringen         | Montreal 1976: Freistil Weltergewicht Männer            | –    | 1      | –      | 1      |
| Hadi Saei Bonehkohal          | Taekwondo      | Sydney 2000: Leichtgewicht Männer                       | –    | –      | 1      | 3      |
| Hadi Saei Bonehkohal          | Taekwondo      | Athen 2004: Leichtgewicht Männer                        | 1    | –      | –      | 3      |
| Hadi Saei Bonehkohal          | Taekwondo      | Peking 2008: Mittelgewicht Männer                       | 1    | –      | –      | 3      |
| Alireza Dabir                 | Ringen         | Sydney 2000: Bantamgewicht Freistil Männer              | 1    | –      | –      | 1      |
| Ali Davoudi                   | Gewichtheben   | Tokio 2020: Superschwergewicht Männer                   | –    | 1      | –      | 1      |
| Hassan Esmaeil Elmkhah        | Gewichtheben   | Rom 1960: Bantamgewicht Männer                          | –    | –      | 1      | 1      |
| Saeid Esmaeili                | Ringen         | Paris 2024: Griech.-röm. Leichtgewicht Männer           | 1    | –      | –      | 1      |
| Javad Foroughi                | Schießen       | Tokio 2020: 10 m Luftpistole Männer                     | 1    | –      | –      | 1      |
| Sajjad Ganjzadeh              | Karate         | Tokio 2020: Kumite über 75 kg Männer                    | 1    | –      | –      | 1      |
| Mohammadreza Geraei           | Ringen         | Tokio 2020: Griech.-röm. Leichtgewicht Männer           | 1    | –      | –      | 1      |
| Komeil Ghasemi                | Ringen         | London 2012: Superschwergewicht Freistil Männer         | 1    | –      | –      | 2      |
| Komeil Ghasemi                | Ringen         | Rio de Janeiro 2016: Superschwergewicht Freistil Männer | –    | 1      | –      | 2      |
| Nasser Givehchi               | Ringen         | Helsinki 1952: Federgewicht Freistil Männer             | –    | 1      | –      | 1      |
| Sadegh Saeed Goudarzi         | Ringen         | London 2012: Weltergewicht Freistil Männer              | –    | 1      | –      | 1      |
| Imam-Ali Habibi               | Ringen         | Melbourne 1956: Leichtgewicht Freistil Männer           | 1    | –      | –      | 1      |
| Ehsan Hadadi                  | Leichtathletik | London 2012: Diskuswurf Männer                          | –    | 1      | –      | 1      |
| Sajjad Anoushiravani Hamlabad | Gewichtheben   | London 2012: Superschwergewicht Männer                  | –    | 1      | –      | 1      |
| Ali Akbar Heidari             | Ringen         | Tokio 1964: Fliegengewicht Freistil Männer              | –    | –      | 1      | 1      |
| Alireza Heidari               | Ringen         | Athen 2004: Schwergewicht Freistil Männer               | –    | –      | 1      | 1      |
| Abbas Jadidi                  | Ringen         | Atlanta 1996: Schwergewicht Freistil Männer             | –    | 1      | –      | 1      |
| Parviz Jalayer                | Gewichtheben   | Mexiko-Stadt 1968: Leichtgewicht Männer                 | –    | 1      | –      | 1      |
| Ibrahim Javadi                | Ringen         | München 1972: Papiergewicht Freistil Männer             | –    | –      | 1      | 1      |
| Masoud Mostafa Jokar          | Ringen         | Athen 2004: Federgewicht Freistil Männer                | –    | 1      | –      | 1      |
| Youssef Karami                | Taekwondo      | Athen 2004: Mittelgewicht Männer                        | –    | –      | 1      | 1      |
| Amir Reza Khadem              | Ringen         | Barcelona 1992: Weltergewicht Freistil Männer           | –    | –      | 1      | 2      |
| Amir Reza Khadem              | Ringen         | Atlanta 1996: Mittelgewicht Freistil Männer             | –    | –      | 1      | 2      |
| Rasoul Khadem                 | Ringen         | Barcelona 1992: Mittelgewicht Freistil Männer           | –    | –      | 1      | 2      |
| Rasoul Khadem                 | Ringen         | Atlanta 1996: Halbschwergewicht Freistil Männer         | 1    | –      | –      | 2      |
| Mohammad Ali Khojastepour     | Ringen         | Melbourne 1956: Fliegengewicht Freistil Männer          | –    | 1      | –      | 1      |
| Nahid Kiani                   | Taekwondo      | Paris 2024: Federgewicht Frauen                         | –    | 1      | –      | 1      |
| Ehsan Naser Lashgari          | Ringen         | London 2012: Mittelgewicht Freistil Männer              | –    | –      | 1      | 1      |
| Ali Mirzaei                   | Gewichtheben   | Helsinki 1952: Bantamgewicht Männer                     | –    | –      | 1      | 1      |
| Amin Mirzazadeh               | Ringen         | Paris 2024: Griech.-röm. Superschwergewicht Männer      | –    | –      | 1      | 1      |
| Morad Mohammadi               | Ringen         | Peking 2008: Federgewicht Freistil Männer               | –    | –      | 1      | 1      |
| Askari Mohammadian            | Ringen         | Seoul 1988: Bantamgewicht Freistil Männer               | –    | 1      | –      | 2      |
| Askari Mohammadian            | Ringen         | Barcelona 1992: Federgewicht Freistil Männer            | –    | 1      | –      | 2      |
| Saeid Mohammadpour            | Gewichtheben   | London 2012: Mittelschwergewicht Männer                 | 1    | –      | –      | 1      |
| Alireza Mohmadi               | Ringen         | Paris 2024: Griech.-röm. Mittelgewicht Männer           | –    | 1      | –      | 1      |
| Abdollah Mojtabavi            | Ringen         | Helsinki 1952: Weltergewicht Freistil Männer            | –    | –      | 1      | 1      |
| Mahmoud Mollaghasemi          | Ringen         | Helsinki 1952: Fliegengewicht Freistil Männer           | –    | –      | 1      | 1      |
| Sohrab Moradi                 | Gewichtheben   | Rio de Janeiro 2016: Mittelschwergewicht Männer         | 1    | –      | –      | 1      |
| Mohammad Bagheri Motamed      | Taekwondo      | London 2012: Federgewicht Männer                        | –    | 1      | –      | 1      |
| Abdollah Movahed              | Ringen         | Mexiko-Stadt 1968: Leichtgewicht Freistil Männer        | 1    | –      | –      | 1      |
| Mahmoud Namdjou               | Gewichtheben   | Helsinki 1952: Bantamgewicht Männer                     | –    | 1      | –      | 2      |
| Mahmoud Namdjou               | Gewichtheben   | Melbourne 1956: Bantamgewicht Männer                    | –    | –      | 1      | 2      |
| Mobina Nematzadeh             | Taekwondo      | Paris 2024: Fliegengewicht Frauen                       | –    | –      | 1      | 1      |
| Navab Nasirshelal             | Gewichtheben   | London 2012: Schwergewicht Männer                       | 1    | –      | –      | 1      |
| Mohammad Nassiri              | Gewichtheben   | Mexiko-Stadt 1968: Bantamgewicht Männer                 | 1    | –      | –      | 3      |
| Mohammad Nassiri              | Gewichtheben   | München 1972: Bantamgewicht Männer                      | –    | 1      | –      | 3      |
| Mohammad Nassiri              | Gewichtheben   | Montreal 1976: Fliegengewicht Männer                    | –    | –      | 1      | 3      |
| Mohammad Paziraei             | Ringen         | Rom 1960: Griech.-röm. Fliegengewicht Männer            | –    | –      | 1      | 1      |
| Hassan Rahimi                 | Ringen         | Rio de Janeiro 2016: Bantamgewicht Männer               | –    | –      | 1      | 1      |
| Alireza Rezaei                | Ringen         | Athen 2004: Superschwergewicht Freistil Männer          | –    | 1      | –      | 1      |
| Ghasem Rezaei                 | Ringen         | London 2012: Griech.-röm. Schwergewicht Männer          | 1    | –      | –      | 2      |
| Ghasem Rezaei                 | Ringen         | Rio de Janeiro 2016: Griech.-röm. Schwergewicht Männer  | –    | –      | 1      | 2      |
| Hossein Rezazadeh             | Gewichtheben   | Sydney 2000: Superschwergewicht Männer                  | 1    | –      | –      | 2      |
| Hossein Rezazadeh             | Gewichtheben   | Athen 2004: Superschwergewicht Männer                   | 1    | –      | –      | 2      |
| Kianoush Rostami              | Gewichtheben   | London 2012: Halbschwergewicht Männer                   | –    | 1      | –      | 2      |
| Kianoush Rostami              | Gewichtheben   | Rio de Janeiro 2016: Halbschwergewicht Männer           | 1    | –      | –      | 2      |
| Arian Salimi                  | Taekwondo      | London 2012: Schwergewicht Männer                       | 1    | –      | –      | 1      |
| Behdad Salimikordasiabi       | Gewichtheben   | London 2012: Superschwergewicht Männer                  | 1    | –      | –      | 1      |
| Mohammad Jafar Salmasi        | Gewichtheben   | London 1948: Federgewicht Männer                        | –    | –      | 1      | 1      |
| Mohammad-Ali Sanatkaran       | Ringen         | Tokio 1964: Weltergewicht Freistil Männer               | –    | –      | 1      | 1      |
| Mohammad Hadi Saravi          | Ringen         | Tokio 2020: Griech.-röm. Schwergewicht Männer           | –    | –      | 1      | 2      |
| Mohammad Hadi Saravi          | Ringen         | Paris 2024: Griech.-röm. Schwergewicht Männer           | 1    | –      | –      | 2      |
| Mohammad Ebrahim Seifpour     | Ringen         | Rom 1960: Fliegengewicht Freistil Männer                | –    | –      | 1      | 1      |
| Shamseddin Seyed Abbasi       | Ringen         | Mexiko-Stadt 1968: Federgewicht Freistil Männer         | –    | –      | 1      | 1      |
| Hamid Soryan Reihanpour       | Ringen         | London 2012: Bantamgewicht griech.-röm. Männer          | 1    | –      | –      | 1      |
| Gholamreza Takhti             | Ringen         | Helsinki 1952: Mittelgewicht Freistil Männer            | –    | 1      | –      | 3      |
| Gholamreza Takhti             | Ringen         | Melbourne 1956: Halbschwergewicht Freistil Männer       | 1    | –      | –      | 3      |
| Gholamreza Takhti             | Ringen         | Rom 1960: Halbschwergewicht Freistil Männer             | –    | 1      | –      | 3      |
| Aboutaleb Talebi              | Ringen         | Mexiko-Stadt 1968: Bantamgewicht Freistil Männer        | –    | –      | 1      | 1      |
| Hossein Tavakoli              | Gewichtheben   | Sydney 2000: Schwergewicht Männer                       | 1    | –      | –      | 1      |
| Jahanbakht Tofigh             | Ringen         | Helsinki 1952: Leichtgewicht Freistil Männer            | –    | –      | 1      | 1      |
| Mohammad Mehdi Yaghoubi       | Ringen         | Melbourne 1956: Bantamgewicht Freistil Männer           | –    | 1      | –      | 1      |
| Hassan Yazdani                | Ringen         | Rio de Janeiro 2016: Freistil Weltergewicht Männer      | 1    | –      | –      | 3      |
| Hassan Yazdani                | Ringen         | Tokio 2020: Freistil Mittelgewicht Männer               | –    | 1      | –      | 3      |
| Hassan Yazdani                | Ringen         | Paris 2024: Freistil Mittelgewicht Männer               | –    | 1      | –      | 3      |
| Amir Hossein Zare             | Ringen         | Tokio 2020: Freistil Superschwergewicht Männer          | –    | –      | 1      | 2      |
| Amir Hossein Zare             | Ringen         | Paris 2024: Freistil Superschwergewicht Männer          | –    | –      | 1      | 2      |